# Isla San José (Baja California Sur)
La isla San José es una isla de México localizada en el golfo de California frente a las costas del estado de Baja California Sur.
La isla está situada al sur del golfo de California y al norte de la bahía de La Paz, a unos 80 km al norte de la localidad de La Paz. Está separada de la península de Baja California por un canal de 6 a 10 km de ancho. La isla tiene unos 31 km de largo y 10 km de ancho máximo con superficie total que alcanza los 182.96 km². La isla tiene diversas especies endémica como destaca el cacomixtle norteño de la isla san jose subespecie de la especie del mismo nombre.